# Didier Pironi
Didier Pironi (Villecresnes, Val-de-Marne, Francia; 26 de marzo de 1952-Poole, Reino Unido; 23 de agosto de 1987) fue un piloto de automovilismo francés. Participó en 72 Grandes Premios de Fórmula 1 para Tyrrell, Ligier y Ferrari, triunfando en 3. También ganó las 24 Horas de Le Mans en 1978 conduciendo un Renault Alpine A442B con Jean-Pierre Jaussaud.

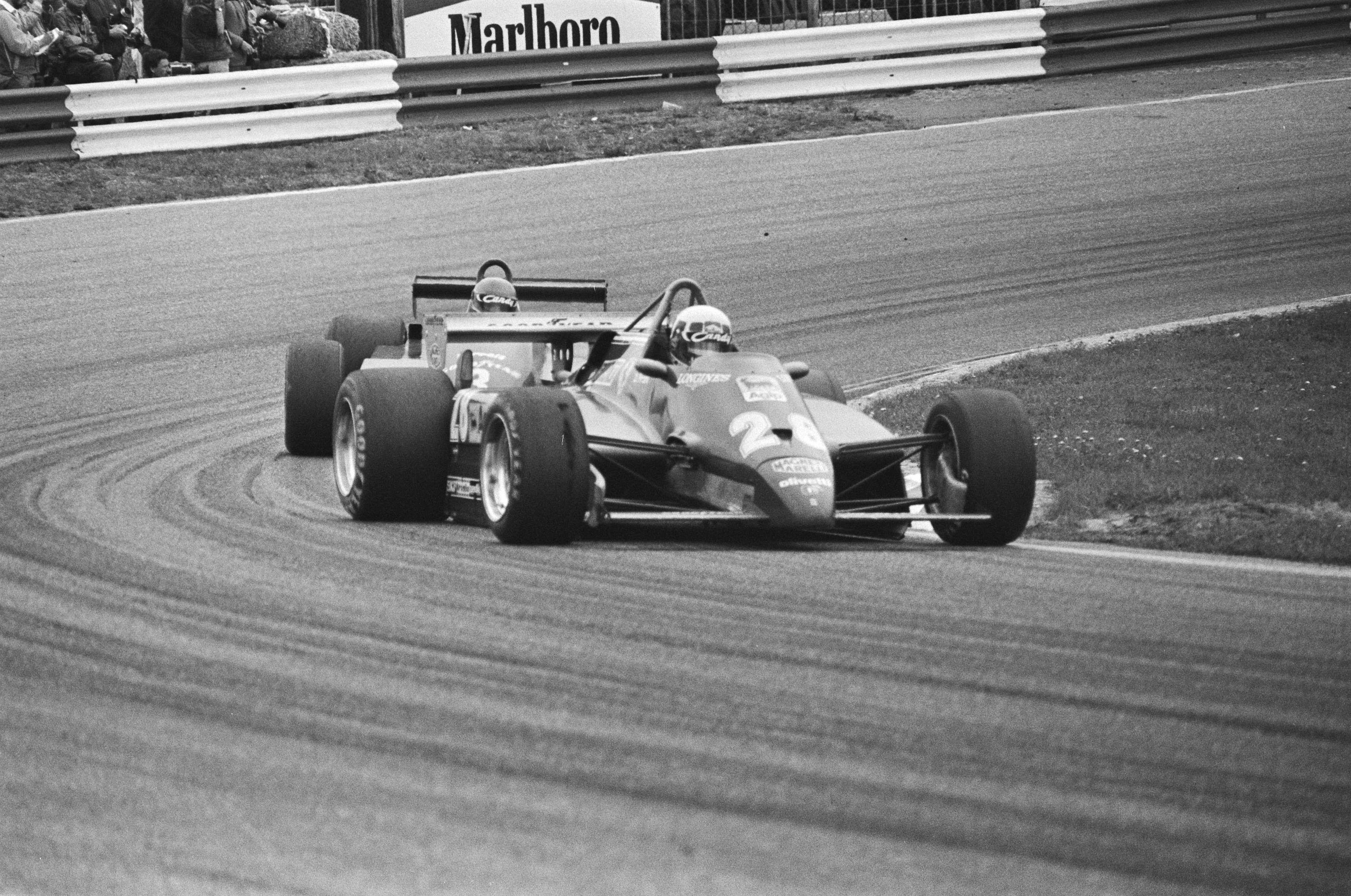
Pironi en el Gran Premio de los Países Bajos de 1982.

## Carrera

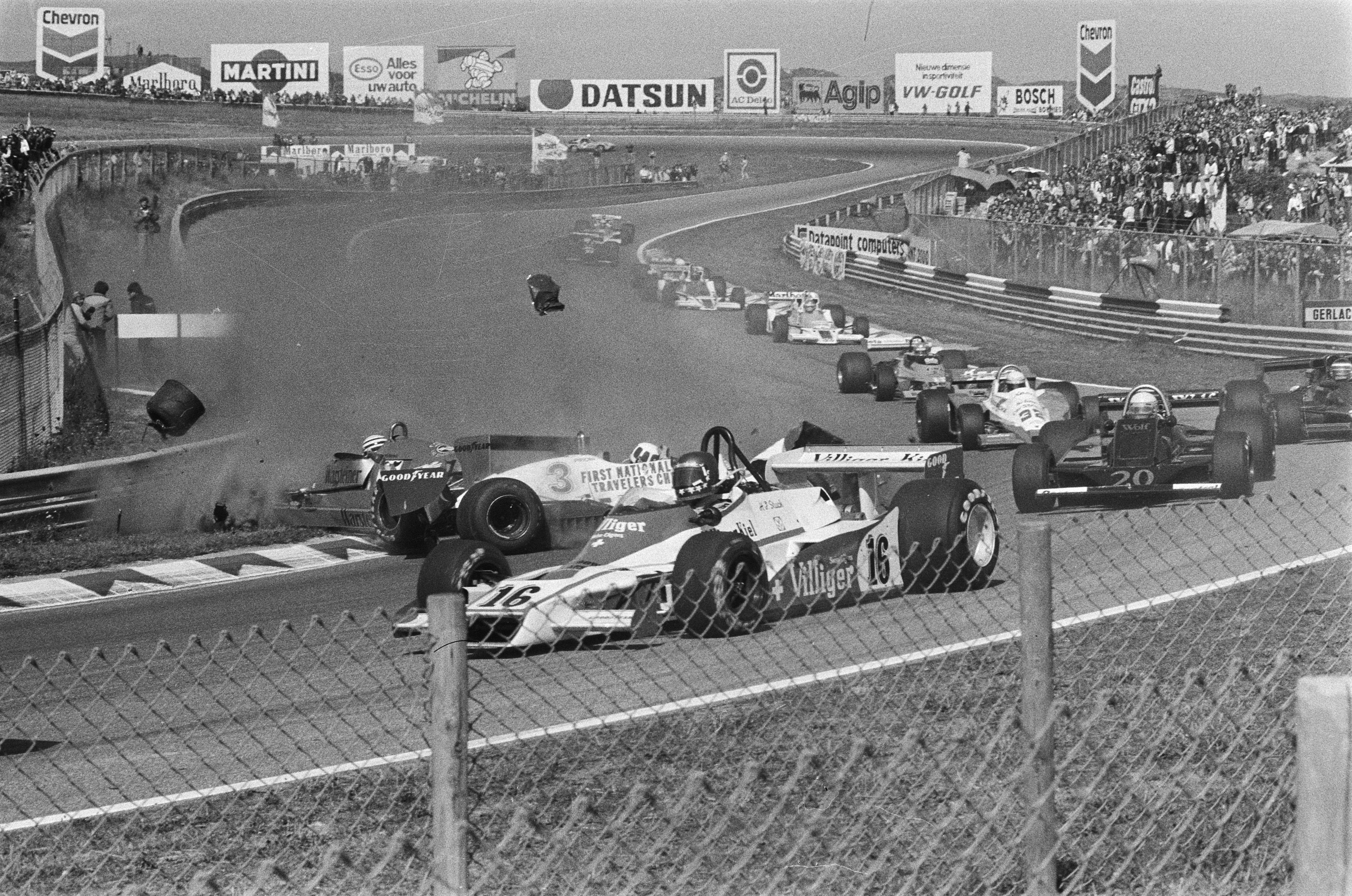
Accidente entre Pironi y Patrese en el Gran Premio de Holanda de 1978.

Con el apoyo del programa de pilotos de Elf, Pironi fue campeón de Fórmula Renault en 1974 y Super Renault en 1976, y ganó el Gran Premio de Mónaco de Fórmula 3 en 1977.
Comenzó su andadura en F1 en el equipo Tyrrell en 1978. En dos temporadas con el pobremente financiado equipo británico consiguió 2 podios y demostró suficiente potencial como para que Guy Ligier lo contratara para su irregular escudería, el Equipe Ligier, en 1980. No obstante, Pironi se las arregló para obtener su primera victoria, en el Gran Premio de Bélgica en Zolder, así como varios finales en el podio. De hecho, tal era el desempeño de Pironi, que tras su segunda carrera en la temporada, Enzo Ferrari expresó interés en contar con sus servicios, algo que se hizo efectivo en la temporada 1981.
Formando equipo con Gilles Villeneuve, Pironi estuvo más bien ensombrecido en su primera temporada con Ferrari; para alguien que estaba tan preocupado en convertirse en el primer piloto francés en ganar el título de Fórmula 1, los eventos de ese año podrían haber jugado un papel importante en la turbulenta e irregular campaña de 1982. Tras establecer una buena relación con los miembros de mayor antigüedad del equipo, se presume que Pironi sacó provecho de ello en la memorable carrera del Gran Premio de San Marino de 1982, en la cual se cree que engañó a Villeneuve para que le concediera la victoria, dando la impresión de que respetaría la primera posición de su compañero de equipo durante la última vuelta, solo para inesperadamente rebasarlo a último momento. La amistad de Pironi con los altos jerarcas del equipo brindó respaldo a su dudosa historia de "problemas mecánicos" para desgracia de Villeneuve. El canadiense juró nunca volver a dirigirle la palabra a Pironi al sentir que el francés lo había traicionado. Gilles Villeneuve moriría trágicamente en las rondas clasificatorias durante la siguiente carrera cuando trataba de mejorar su tiempo. Su alterado estado de ánimo por el incidente con Pironi frecuentemente se considera como un factor determinante en su accidente.
Harvey Postlethwaite (codiseñador del Ferrari 126C2) cree que la tensión que surgió en San Marino fue desproporcionada por la prensa, «Villeneuve estaba realmente molesto porque sintió que le debería haber sido entregada la carrera en un plato, eran competitivos y cualquiera de ellos podría ganar».
Con un vehículo rápido y confiable, el título parecía estar al alcance de Pironi. No obstante, el estado mental del francés se vio sujeto a una severa tensión por la antipatía que el resto de los pilotos le tomó tras la tragedia de Zolder, la desintegración de su matrimonio, y el observar en primera fila la muerte de Riccardo Paletti en el Gran Premio de Canadá, en el cual el joven italiano colisionó contra el Ferrari de Pironi detenido en la línea de largada. Algunos de estos eventos podrían haber resultado en la altanería y arrogancia que sus compañeros de equipo reportaron haber observado en el comportamiento de Pironi en los eventos subsecuentes (incluyendo una certeza absoluta de que ganaría el título). Es en tal estado mental, que llegó a girar sin sentido a altas velocidades en un Hockenheim empapado durante una sesión de práctica en el Gran Premio de Alemania. Tras rebasar el Williams de Derek Daly, Pironi se estrelló contra la retaguardia del Renault de Alain Prost, desencadenando un violento accidente similar al que había sufrido Villeneuve. Didier sobrevivió, pero las heridas en sus piernas le impidieron volver a correr en la Fórmula 1.  A pesar del accidente, terminó en segundo lugar en el campeonato de 1982 a sólo 5 puntos de diferencia del campeón Keke Rosberg.
En 1986, Pironi tenía intenciones de volver a las pistas. Hizo una prueba para el equipo francés AGS y después para Ligier. Pero cuando no pudo encontrar un lugar en un buen equipo en 1987, prefirió dedicarse a las carreras motonáuticas. El 23 de agosto de ese año, Didier Pironi falleció en un accidente a bordo de una embarcación de carrera que también cobraría la vida de sus copilotos, el periodista Bernard Giroux y su amigo Jean-Claude Guénard en el bote llamado «Colibrí 4». Unas semanas más tarde de su muerte, la esposa de Pironi dio luz a dos gemelos, y los llamó Didier y Gilles.

## Resultados

### Fórmula 1
(Clave) (negrita indica pole position) (cursiva indica vuelta rápida)

| Año     | Escudería             | 1       | 2       | 3       | 4       | 5       | 6       | 7       | 8       | 9       | 10      | 11      | 12      | 13      | 14      | 15     | 16    | Pos. | Puntos |
| ------- | --------------------- | ------- | ------- | ------- | ------- | ------- | ------- | ------- | ------- | ------- | ------- | ------- | ------- | ------- | ------- | ------ | ----- | ---- | ------ |
| 1978    | Elf Team Tyrrell      | ARG 14  | BRA 6   | RSA 6   | USW Ret | MON 5   | BEL 6   | ESP 12  | SUE Ret | FRA 10  | GBR Ret | GER 5   | AUT Ret | NED Ret | ITA Ret | USA 10 | CAN 7 | 15.º | 7      |
| 1979    | Team Tyrrell          | ARG Ret | BRA 4   | RSA Ret | USW DSQ | ESP 6   |         |         |         |         |         |         |         |         |         |        |       | 10.º | 14     |
| 1979    | Candy Tyrrell Team    |         |         |         |         |         | BEL 3   | MON Ret | FRA Ret | GBR 10  | GER 9   | AUT 7   | NED Ret | ITA 10  | CAN 5   | USA 3  |       | 10.º | 14     |
| 1980    | Equipe Ligier Gitanes | ARG Ret | BRA 4   | RSA 3   | USW 6   | BEL 1   | MON Ret | FRA 2   | GBR Ret | GER Ret | AUT Ret | NED Ret | ITA 6   | CAN 3   | USA 3   |        |       | 5.º  | 32     |
| 1981    | Scuderia Ferrari      | USW Ret | BRA Ret | ARG Ret | SMR 5   | BEL 8   | MON 4   | ESP 15  | FRA 5   | GBR Ret | GER Ret | AUT 9   | NED Ret | ITA 5   | CAN Ret | LVG 9  |       | 13.º | 9      |
| 1982    | Scuderia Ferrari      | RSA 18  | BRA 6   | USW Ret | SMR 1   | BEL DNS | MON 2   | USE 3   | CAN 9   | NED 1   | GBR 2   | FRA 3   | GER DNS | AUT     | SUI     | ITA    | LVG   | 2.º  | 39     |
| Fuente: |                       |         |         |         |         |         |         |         |         |         |         |         |         |         |         |        |       |      |        |